# Памятник адмиралу Угрюмову (Грозный)
Памятник адмиралу Угрюмову был установлен в центре Грозного 19 марта 2014 года.

## Описание
Герой Российской Федерации, заместитель директора ФСБ Герман Угрюмов возглавлял региональный оперативный штаб на Северном Кавказе и участвовал в организации ряда спецопераций во время второй чеченской войны. Ему приписывают разработку операций по бескровному взятию Гудермеса в декабре 1999 года и захвату Салмана Радуева в марте 2000 года.
В один день с установкой памятника вступило в силу постановление о присвоении имени Угрюмова улице, на которой установлен памятник (бывшая Дагестанская). В церемонии открытия участвовали секретарь Совета безопасности России Николай Патрушев и глава республики Рамзан Кадыров.
Памятник представляет собой установленную вертикально плиту из чёрного мрамора, на которой высечена надпись:
Улица названа в честь Угрюмова Германа Алексеевича, Героя России, вице-адмирала, заместителя директора ФСБ России, руководившего в 2001 году оперативным штабом на Северном Кавказе.
Целый ряд местных жителей, пожелавших остаться неизвестными, высказал возмущение по поводу установки памятника и переименования улицы. По словам одного из них, представители ФСБ были причастны к множеству военных преступлений: обстрелам населённых пунктов, похищениям, убийствам и пыткам мирных граждан и другим.